# IC 587
IC 587 — галактика типу Sbc (компактна витягнута спіральна галактика) у сузір'ї Секстант.
Цей об'єкт міститься в оригінальній редакції індексного каталогу.